# Малышево (деревня, Раменский район)
Ма́лышево — деревня в Раменском муниципальном округе Московской области.Население — 63 чел. (2010).

## Название
Название связано с некалендарным личным именем Малыш.

## География
Деревня Малышево расположена в юго-западной части Раменского муниципального округа, примерно в 20 км к юго-западу от города Раменское. Высота над уровнем моря 145 м. В 1,5 км от деревни протекает река Нищенка. К деревне приписано 8 СНТ. Ближайший населённый пункт — деревня Починки.

## История
В 1926 году деревня являлась центром Малышевского сельсовета Салтыковской волости Бронницкого уезда Московской губернии.
С 1929 года — населённый пункт в составе Бронницкого района Коломенского округа Московской области. 3 июня 1959 года Бронницкий район был упразднён, деревня передана в Люберецкий район. С 1960 года в составе Раменского района.
В 1994—2002 годах деревня входила в состав Малышевского сельского округа Раменского района, а с 2002 и до муниципальной реформы 2006 года — в состав Ганусовского сельского округа.

## Население
| 1926 | 2002 | 2010 |
| ---- | ---- | ---- |
| 287  | ↘62  | ↗63  |

В 1926 году в деревне проживало 287 человек (108 мужчин, 179 женщин), насчитывалось 59 хозяйств, из которых 58 было крестьянских. По переписи 2002 года — 62 человека (26 мужчин, 36 женщин).